# Carinoma armandi
Carinoma armandi är en djurart som tillhör fylumet slemmaskar, och som först beskrevs av McIntosh 1875.  Carinoma armandi ingår i släktet Carinoma och familjen Carinomidae. Inga underarter finns listade i Catalogue of Life.